# 到暑五秒
五秒盛夏（英語：5 Seconds of Summer，又称），是澳大利亚的一支流行朋克/流行搖滾男子樂團。
该团体于2011年在澳大利亚悉尼成立，包括路克·海明斯（Luke Hemmings，主唱、吉他）、麥可·克利福德（Michael Clifford，吉他、人声）、庫倫·胡德（Calum Hood，贝斯、人声、副主唱）和艾希頓·欧文（Ashton Irwin，鼓、人声）。团体原本只是YouTube翻唱樂團，从2011年开始靠在YouTube上传团体翻唱热门歌曲的短片获得人气。当1世代邀请团体做青春满屋巡回演唱会的开场表演后，团体才世界闻名。
团体被认定为社交媒体男子团体。2014年2月，该团体发布了全球首隻单曲《She Looks So Perfect》，歌曲在澳大利亚、新西兰、爱尔兰和英国夺冠。团体的首张同名专辑《5 Seconds of Summer同名專輯》亦于2014年6月发行。同年12月，發行首張現場專輯 《LIVESOS》。
他們將於2015年10月23日在全球發布他們的第二張專輯《好的不得了／Sounds Good Feels Good》,並於2016年展開第一場世界巡迴演唱會 Sounds Live Feels Live,前往亞洲多個地區,包括香港、台灣、上海、曼谷、馬尼拉及日本等地,於16年2月19日在日本名古屋開始,於該年10月5日在悉尼結束。

## 团体成员
- 路克·海明斯（Luke Robert Hemmings）– 吉他、主唱

Luke Hemmings 生於1996年7月16日。他是樂隊的主唱及結他手。他有兩個哥哥 Jack Hemmings（生於1993年9月19日）、Ben Hemmings（生於1992年3月29日）。他的媽媽 Liz Hemmings 是數學教師。他與隊友 Michael Clifford 和 Calum Hood 出席同一高校 Norwest Christian College。
- 麥可·克利福德（Michael Gordon Clifford）– 吉他、人声

Michael Clifford 生於1995年11月20日。他是樂隊的結他手及和聲歌手。他與隊友 Luke Hemmings 和 Calum Hood 出席同一高校 Norwest Christian College。
- 庫倫·胡德（Calum Thomas Hood）– 贝斯、人声

Calum Hood 生於1996年1月25日。他是樂隊的貝斯手及和聲歌手。他經常被誤為亞洲人，他其實是紐西蘭及蘇格蘭人。他與隊友 Luke Hemmings 和 Michael Clifford 出席同一高校 Norwest Christian College。他姊姊 Mali-Koa Hood（生於1991年5月19日）同是歌手。他是樂隊中第一個開始寫音樂的成員。
- 艾希頓·欧文（Ashton Fletcher Irwin）– 鼓、人声

Ashton Irwin 生於1994年7月7日。他是樂隊的鼓手及和聲歌手。他畢業於 Richmond High School。他有弟弟Harry Irwin（生於2004年2月9日）及妹妹Lauren Irwin（生於2001年5月26日）。他是最後加入樂隊的成員。

## 作品列表

### 錄音室專輯
- 《5 Seconds of Summer同名專輯》 （2014年）
- 《好的不得了／Sounds Good Feels Good》（2015年）
- 《Youngblood》(2018年）
- 《CALM》(2020年）
- 《5SOS5》(2022年）

### 現場專輯
- 《LIVESOS》（2014年）

### 迷你專輯／EP
- 《Unplugged》（2012年）
- 《Somewhere New》 （2012年）
- 《She Looks So Perfect》（2014年）
- 《Don't Stop》（2014年）
- 《Amnesia》（2014年）
- 《Good Girls》（2014年）
- 《She's Kinda Hot》（2015年）
- 《Hey Everybody!》（2015年）
- 《Youngblood》    (2018年）
- 《Teeth》 (2019年)